# Ankara Cup 2014
El Ankara Cup 2014 es un torneo de tenis profesional jugado en canchas duras en interiores. Se trata de la cuarta edición del torneo que forma parte de las Circuito Femenino de la ITF 2014, con un total de 50.000 dólares en premios. Se lleva a cabo en Ankara, Turquía, del 15 al 21 de diciembre de 2014.

## Cabeza de serie

### Individual
| Tenista            | Ranking | Preclasificada |
| Aleksandra Krunić  | 102     | 1              |
| Evgeniya Rodina    | 121     | 2              |
| Çağla Büyükakçay   | 136     | 3              |
| Kateryna Kozlova   | 142     | 4              |
| Rebecca Peterson   | 162     | 5              |
| Océane Dodin       | 179     | 6              |
| Marina Melnikova   | 181     | 7              |
| Yuliya Beygelzimer | 186     | 8              |

### Dobles
| Tenista                             | Ranking | Preclasificada |
| Aleksandra Krunić Evgeniya Rodina   |         | 1              |
| Yuliya Beygelzimer Çağla Büyükakçay |         | 2              |
| Julie Coin Amandine Hesse           |         | 3              |
| Lidziya Marozava Marina Melnikova   |         | 4              |

## Campeonas

### Individual
Aleksandra Krunić venció a  Akgul Amanmuradova por 3-6, 6-2, 7-6(8-6)

### Dobles
Ekaterine Gorgodze /  Nastja Kolar vencieron a  Oleksandra Korashvili /  Elitsa Kostova por 6-4, 7-6(7-5)